# Stephan Plath
Stephan Plath (* 8. Juli 1971) ist ein Flottillenadmiral der Marine der Bundeswehr und seit Juli 2025 Commander Task Group, Maritime Task Force United Nations Interim Force in Lebanon.

## Leben
Plath trat im Juli 1990 in die Bundeswehr ein und absolvierte als Offizieranwärter und Angehöriger der Crew VII/90 die Offizierausbildung zum Offizier des Truppendienstes der Marine an der Marineschule Mürwik, auf dem Segelschulschiff Gorch Fock sowie dem Zerstörer Lütjens. Im Oktober 1991 begann er ein Studium der Betriebswirtschaftslehre an der Universität der Bundeswehr Hamburg, das er im April 1995 als Diplom-Kaufmann abschloss.
Ab Mai 1995 war Plath Wachoffizier auf dem Minenjagdboot Grömitz und ab Juli 1996 auf dem Minenjagdboot Bad Rappenau, beide Frankenthal-Klasse.
Im Januar 1997 begann Plath die Ausbildung zum Kampfschwimmer und im Juli 1998 die Ausbildung zum Kampfschwimmeroffizier in Eckernförde. Ab Oktober 1998 war er Kompaniechef der Kampfschwimmerkompanie in Eckernförde als Kapitänleutnant. Im Oktober 2002 folgte die Fachausbildung Minenkriegführung (See). Plath nahm von Oktober 2003 zwei Jahre am 45. Admiralstabslehrgang National an der Führungsakademie der Bundeswehr in Hamburg teil, wo er zum Admiralstabsoffizier ausgebildet wurde. Es folgte im Oktober 2005 eine Verwendung als Kampfschwimmerstabsoffizier im damaligen Kommando Führung Operationen von Spezialkräften in Schwielowsee bei Potsdam. Im Oktober 2007 wechselte er als S3 Einsatz und stellvertretender Kommandeur zu den Spezialisierten Einsatzkräften Marine in Eckernförde. Im September 2008 wurde Plath Referent im Einsatzteam Einsatz Spezialkräfte/nationale Krisenvorsorge des Einsatzführungsstabs im Bundesministerium der Verteidigung. Am 25. November 2010 übernahm Plath die Spezialisierten Einsatzkräfte Marine als Kommandeur im Dienstgrad Fregattenkapitän. Am 1. Oktober 2013 übergab er das Kommando an seinen Nachfolger Jörg Buddenbohm und wechselte als Referent ins Bundeskanzleramt. Später wurde Plath Adjutant der Bundesministerin der Verteidigung.
Ab dem 1. Oktober 2021 war Plath Direktor Spezialkräfte im Einsatzführungskommando der Bundeswehr in Schwielowsee bei Potsdam. Als solcher sollte er truppendienstliche und fachliche Führungsstränge durch die Bündelung von Kompetenz und Verantwortung miteinander zusammenführen sowie Beratungsfähigkeit, Kohärenz und internationale Kooperation der Spezialkräfte stärken. Ab April 2025 wurde Plath als Direktor Spezialkräfte im Operativen Führungskommando der Bundeswehr in Schwielowsee eingesetzt. Im Juli 2025 übernahm er die Stelle des Commander Task Group, Maritime Task Force United Nations Interim Force in Lebanon.